# Аристилл
Аристилл Самосский (др.-греч. Ἀρίστυλλος ὁ Σάμιος, конец IV — начало III вв. до н. э) — древнегреческий астроном, работавший в Александрии.
Совместно с Тимохарисом в 296—272 гг. до н. э. составил первый в античной истории каталог звёзд с указанием координат. В качестве одной из координат указывалась эклиптическая широта, другая — эклиптическая долгота, отсчитывавшаяся от ярких звёзд. При измерении координат Аристилл и Тимохарис использовали экваториальные круги. Их наблюдения планет использовал впоследствии Гиппарх.
В честь него назван лунный кратер Аристилл.